# Looking Too Closely
Looking Too Closely – singel brytyjskiego muzyka i wokalisty Finka promujący album Hard Believer, wydany 9 lipca 2014 roku przez wydawnictwo muzyczne Ninja Tune. Utwór napisali Guy Whittaker, Tim Thornton oraz sam wokalista.
Pierwsza informacja o singlu pojawiła się już 12 maja 2014 roku, jednak fizycznie trafił do sprzedaży dwa miesiące później.
Utwór, oparty na gitarze akustycznej i fortepianie, osiąga apogeum w codzie. Singel notowany był w Polsce na 28. miejscu Listy Przebojów Programu Trzeciego oraz 9. pozycji listy Radia Merkury. Utwór dotarł także do 89. pozycji holenderskiego zestawienia MegaCharts.
Do utworu nakręcono teledysk, który wyreżyserował duet Wolf&Lamm w składzie Joffrey Jans i Kai Kurve.

## Listy utworów i formaty singla
| CD single 1. „Looking Too Closely” (radio edit) – 3:23 2. „Looking Too Closely” (original) – 5:12 3. „Looking Too Closely” (instrumental) – 5:10 |  | Promo, digital download 1. „Looking Too Closely” – 5:10 2. „Looking Too Closely” (So36 Dub) – 5:38 |